# Clayton (Indiana)
Clayton es un pueblo ubicado en el condado de Hendricks, Indiana, Estados Unidos. Según el censo de 2020, tiene una población de 908 habitantes.

## Geografía
La localidad está ubicada en las coordenadas 39°41′22″N 86°31′25″O / 39.68944, -86.52361 (39.689346, -86.523539). Según la Oficina del Censo de los Estados Unidos, Clayton tiene una superficie total de 1.57 km², de la cual 1.57 km² corresponden a tierra firme y (0%) 0 km² es agua.

## Demografía
Según el censo de 2020, hay 908 personas residiendo en Clayton. La densidad de población es de 578.7 hab./km². El 95% son blancos, el 1% son afroamericanos, el 0.3% son amerindios, el 0.1% es de otras razas y el 3.5% son de dos o más razas. Del total de la población el 1.8% son hispanos o latinos de cualquier raza.